# Шосе 5 (Саудівська Аравія)
Шосе 5 або Міжнародна прибережна дорога — є головною ключовою дорогою, що прилягає до східного узбережжя Червоного моря та є частиною міжнародної сполучної осі M55 (Синай — східна частина Червоного моря), яка входить до міжнародної угоди про мережу доріг Арабського Леванту. Починається на південь від прикордонного переходу Аль-Тувал з Єменом, вздовж узбережжя Червоного моря на північ і проходить через Джизан, Саб'я, Аль-Дарб, Аль-Шукайк, Аль-Кунфудха, Аль-Лейт, Джидда, Янбу-ель-Бахр, Аль-Вадж, Дуба, Аль-Біда, Хакл і закінчується на прикордонному переході Аль-Дурра з Йорданією.

## Дивись також
- Транспорт Саудівської Аравії
- Міжнародна мережа доріг арабського Машріку